# Liste der Monuments historiques in La Queue-en-Brie
Die Liste der Monuments historiques in La Queue-en-Brie führt die Monuments historiques in der französischen Gemeinde La Queue-en-Brie auf.

## Liste der Bauwerke
| Bezeichnung            | Beschreibung | Standort                                | Kennzeichnung | Schutzstatus | Datum | Bild           |
| ---------------------- | ------------ | --------------------------------------- | ------------- | ------------ | ----- | -------------- |
| Château des Marmousets | Schloss      | Chemin des Marmouzets (Lage)            | PA00079898    | Inscrit      | 1978  | weitere Bilder |
| Domaine de l’Hermitage |              | 1, rue de la Libération (Lage)          | PA94000006    | Inscrit      | 1998  |                |
| Kirche St-Nicolas      |              | Rue Jean-Jaurès (Lage)                  | PA94000002    | Inscrit      | 1996  | weitere Bilder |
| Mittelalterlicher Turm |              | Place de la Tour Rue Jean-Jaurès (Lage) | PA94000014    | Inscrit      | 2001  |                |

## Liste der Objekte
| Bezeichnung                    | Beschreibung                                 | Standort                        | Kennzeichnung | Schutzstatus | Datum | Bild |
| ------------------------------ | -------------------------------------------- | ------------------------------- | ------------- | ------------ | ----- | ---- |
| Kelch und Patene               | Silber, vergoldet, 1838 und 1847             | in der Kirche St-Nicolas (Lage) | PM94000152    | Classé       | 1988  |      |
| Skulptur des heiligen Nikolaus | Stein, bemalt und vergoldet, 16. Jahrhundert | in der Kirche St-Nicolas (Lage) | PM94000151    | Classé       | 1915  |      |